# Hetmanat

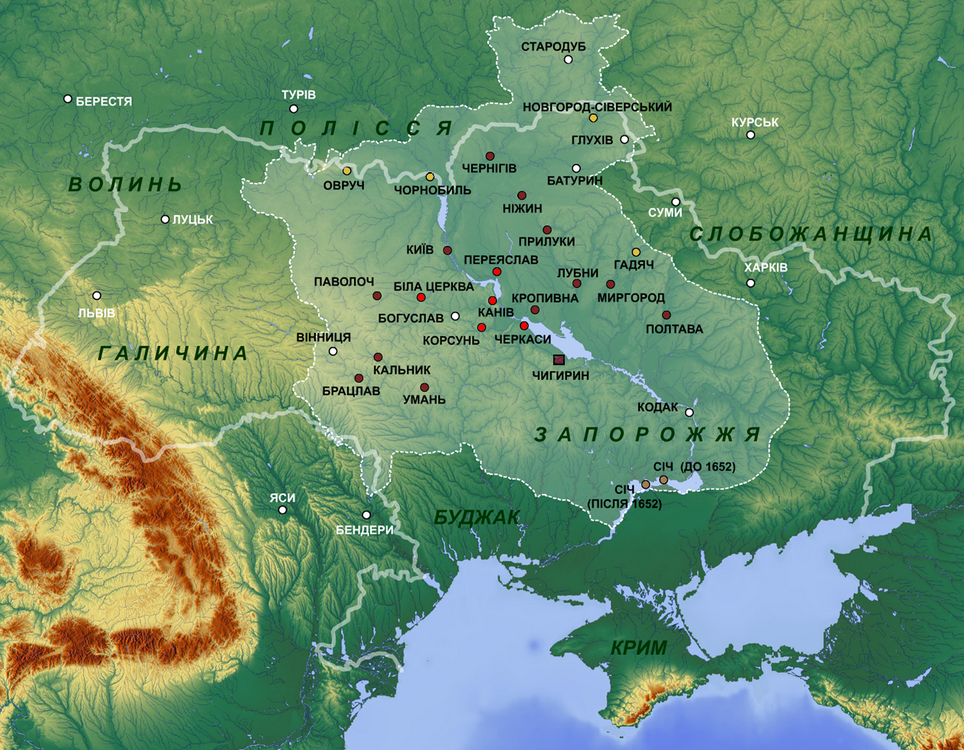
Obszar Hetmanatu w połowie XVII w.

Obszar Hetmanatu (fiolet), Siczy (sepia) i Ukrainy Słobodzkiej (zieleń) w połowie XVIII w.

Hetmanat, Hetmańszczyzna (ukr. Гетьманщина), (1649–1764), zwane także Wojskiem Zaporoskim – w okresie Rzeczypospolitej Obojga Narodów system autonomicznych rządów terytorialnych na Ukrainie Naddnieprzańskiej, oparty na systemie demokracji wojennej Kozaków Zaporoskich, powstały w wyniku zawartej w roku 1649 ugody zborowskiej wojska zaporoskiego z królem Polski Janem II Kazimierzem Wazą i Rzecząpospolitą, potwierdzony w roku 1654 w ugodzie perejasławskiej pomiędzy wojskiem zaporoskim a carem rosyjskim Aleksym I i ponownie (w rozszerzonej formie) w unii hadziackiej (króla i Rzeczypospolitej z Kozaczyzną zaporoską, 1658).
Po przejęciu Ukrainy Lewobrzeżnej przez Rosję w konsekwencji traktatu Grzymułtowskiego (1686) system autonomii hetmańskiej został utrzymany na Ukrainie Lewobrzeżnej (podległej carowi) i od czasów hetmana Iwana Mazepy systematycznie ograniczany, aż do całkowitej likwidacji w 1764. Po roku 1764 zostały w ramach Imperium Rosyjskiego utrzymane jednak specyficzne przywileje Ukrainy Lewobrzeżnej (dotyczące statusu języka ruskiego i pozycji szlachty kozackiej).

## Ustrój Hetmanatu

### Władze centralne
Ustrój państwa kozackiego był właściwie niezmienny od utworzenia przez Bohdana Chmielnickiego. Na czele Hetmanatu stał hetman (pochodzący z wyboru), wokół niego skupiał się organ doradczy – Rada Starszyzny Generalnej, w skład której wchodziła starszyzna kozacka: pisarz generalny, sędzia generalny, oboźny generalny, esauł generalny, buńczuczny generalny, chorąży generalny. Władzę wykonawczą sprawowała Generalna Kancelaria Wojskowa, a instancją apelacyjną dla sędziów pułkowych i sotennych był Generalny Sąd Wojskowy. Siedziba hetmana znajdowała się początkowo w Czehryniu, potem w Baturynie, a od 1709 (po zburzeniu Baturyna i wymordowaniu całej jego ludności przez Aleksandra Mienszykowa i wojsko rosyjskie) w Głuchowie.

### Władze lokalne
Władzę lokalną sprawowali pułkownicy i setnicy. Cała kozacka ludność Hetmanatu podzielona była na 10 okręgów, nazywanych pułkami. Stanowiły one jednocześnie jednostkę administracyjno-terytorialną i wojskową. Były to pułki: hadziacki, kijowski (z siedzibą w Kozielcu na lewym brzegu Dniepru), łubieński, mirhorodzki, niżyński, perejasławski, połtawski, pryłucki, starodubski i czernihowski.
W wyprawach wojennych uczestniczyli Kozacy, a lud wiejski stanowili chłopi.
Mieszkańcy miast rządzili się prawem magdeburskim (tzw. Sakson) przyniesionym z Polski, natomiast prawo cywilne, karne i procesowe Hetmanatu regulował Statut Litewski.
Do bitwy pod Połtawą (1709) społeczeństwo Hetmanatu nie było obciążone podatkami na rzecz Carstwa Rosyjskiego, po klęsce Iwana Mazepy na terytorium Hetmanatu wprowadzono 8-11 pułków wojska carskiego, obciążając kosztami jego utrzymania ludność. Do 1728 roku Rosjanie nie mieli prawa nabywania ziemi na terytorium Hetmanatu (nie dotyczyło to carskich nadań ziemskich).

## Historia
Hetmanat powstał po ucieczce Chmielnickiego wczesną wiosną 1648 na Sicz Zaporoską, gdzie – szermując hasłami wyzwolenia spod władzy magnatów sprzeciwiających się woli królewskiej – przejął władzę z rąk atamana koszowego i stanął na czele powstania jako hetman kozacki.